# Сен-Дизье-Лерен
Сен-Дизье́-Лере́н (фр. Saint-Dizier-Leyrenne) — коммуна во Франции, находится в регионе Лимузен. Департамент коммуны — Крёз. Входит в состав кантона Бурганёф. Округ коммуны — Гере.
Код INSEE коммуны — 23189.

## Население
Население коммуны на 2010 год составляло 887 человек.
| 1962 | 1968 | 1975 | 1982 | 1990 | 1999 | 2010 |
| ---- | ---- | ---- | ---- | ---- | ---- | ---- |
| 1350 | 1247 | 1094 | 931  | 902  | 882  | 887  |

## Экономика
В 2010 году среди 499 человек трудоспособного возраста (15—64 лет) 329 были экономически активными, 170 — неактивными (показатель активности — 65,9 %, в 1999 году было 64,6 %). Из 329 активных жителей работали 292 человека (162 мужчины и 130 женщин), безработных было 37 (21 мужчина и 16 женщин). Среди 170 неактивных 38 человек были учениками или студентами, 88 — пенсионерами, 44 были неактивными по другим причинам.